# Dignity
Dignity é o quarto álbum de estúdio da atriz e cantora estadunidense Hilary Duff, lançado em 21 de março de 2007 através da Hollywood Records. Depois de lançar seu terceiro álbum de estúdio autointitulado (2004), ela experimentou uma vida pessoal agitada, incluindo um incidente de perseguição, o divórcio de seus pais e seu término com Joel Madden após dois anos de namoro. Consequentemente, Duff assumiu uma posição integral na produção do álbum, co-escrevendo quase todas as faixas com a colaboradora de longa data Kara DioGuardi, em vez de seu envolvimento anteriormente limitado.
Em contraste aos temas pop-rock de seus lançamentos anteriores, Dignity assume um som mais dance e electropop, o que ela disse não ter sido sua intenção ao escrever o álbum. As letras fazem referência aos eventos que Duff experimentou nos anos que antecederam o lançamento do álbum e suas canções contêm influências de rock e hip-hop.
A recepção da crítica foi majoritariamente positiva; o álbum foi elogiado pela sua composição e pela nova direção musical. Após seu lançamento, Dignity estreou na terceira posição da Billboard 200. Além de ser uma colocação menor do que as atingidas pelos álbuns anteriores de Duff, o álbum também obteve vendas inferiores, o que a Billboard atribuiu à perda de fãs durante sua evolução musical. Apesar disso, o álbum produziu o single "With Love", que tornou-se a canção de Duff com o melhor desempenho na Billboard Hot 100 até hoje, atingindo a 24ª posição. A canção também alcançou o topo da tabela Dance Club Songs, assim como o single subsequente, "Stranger", também fez. O álbum entrou no top dez em múltiplos países e recebeu o certificado de ouro nos Estados Unidos pela Recording Industry Association of America (RIAA). Para promover o álbum, Duff embarcou na turnê mundial Dignity Tour, entre julho de 2007 e fevereiro de 2008.

## Antecedentes
O álbum de estúdio anterior de Duff, o autointitulado Hilary Duff (2004), recebeu diversas críticas negativas. Apesar de ter pico no número dois na Billboard 200, o seu desempenho comercial foi modesto: ele saiu do gráfico depois de 33 semanas e vendeu 1,8 milhão de cópias somente nos Estados Unidos.
Entre os lançamentos de Hilary Duff e Dignity, a vida pessoal de Duff passou por momentos conturbados. Em outubro de 2006, ela e seu namorado na época, Joel Madden da banda de punk rock Good Charlotte, afirmaram que eles estavam sendo perseguidos pelo russo Maksim Miakovsky e seu companheiro de quarto, David Joseph Klein. De acordo com uma ordem de restrição arquivada por Duff, Miakovsky veio para os Estados Unidos apenas para buscar um relacionamento com ela. Ele foi preso depois de ameaçar matá-la. Em novembro, ela terminou seu relacionamento de dois anos com Madden. Ao mesmo tempo, seu pais Robert Erhard Duff e sua mãe Susan Colleen se separaram após 22 anos de casamento depois de um caso amoroso entre Robert e outra mulher.

## Composição
Como inspiração para o álbum, Duff citou a banda indie rock The Faint e cantoras de música pop, como Gwen Stefani e Beyoncé, enquanto os críticos compararam seu estilo musical com o de Stefani, Janet Jackson, Depeche Mode, Madonna e Justin Timberlake. Duff sentiu que temas dance-pop do álbum foram um desvio do pop rock de seus álbuns anteriores. "Eu não necessariamente planejei o álbum soar como isso, mas era tão fácil de escrever", disse ela. Os críticos também observaram que o estilo musical de Dignity é dance rock, new wave e electropop com influências do hip hop, rock and roll e música do Oriente Médio. De acordo com Duff, o álbum é uma combinação de dance, electro e rock.
As letras de várias das músicas se relacionam com as experiências vivenciadas por Duff entre os lançamentos de Hilary Duff e Dignity. As canções "Stranger" e "Gypsy Woman", apesar das especulações de que elas foram escritas sobre Nicole Richie, a então nova namorada de Madden, foram escritas sobre o caso extraconjugal do pai de Duff. Ela disse que "Stranger" foi escrita a partir da perspectiva de sua mãe. “"Stranger" é uma canção que eu escrevi sobre como minha mãe deve se sentir a cerca de meu pai”, disse ela. "Eu fiz parecer que era sobre um relacionamento no qual eu estava, porque eu não queria que as pessoas soubessem sobre meus pais. Mas eu percebi que muitas pessoas podem se relacionar com o que eu pelo qual já passei." A faixa-título do álbum também foi apontada para ser sobre Richie, contudo Duff não confirmou os rumores de que ela seja. “"Dignity" é uma canção que é definitivamente sobre as pessoas em Hollywood”, exprimiu ela. "Eu não diria que é sobre ela especificamente, mas é sobre aquele tipo de pessoa que faz o que ela faz e age da forma como ela age." A canção "Danger" foi escrita com base em um relacionamento de uma de suas amigas com um homem mais velho. "Eu entendo esse sentimento de querer ser perigoso", expressou ela. "Você pode saber, moralmente, algo que não está certo, mas você não pode ajudar a si mesmo". Ela afirmou que "Dreamer" foi redigida em uma forma engraçada a respeito de um stalker, e especula-se que ela seja especificamente sobre Miakovsky.

## Desempenho nas tabelas musicais

### Posições
| País — Tabela musical (2007)         | Melhor posição |
| ------------------------------------ | -------------- |
| Argentina — CAPIF Albums Chart       | 15             |
| Austrália — ARIA Albums Chart        | 17             |
| Canadá — Canadian Albums Chart       | 3              |
| Colômbia — ASINCOL Albums Chart      | 1              |
| Espanha — Promusicae Albums Chart    | 12             |
| Estados Unidos — Billboard 200       | 3              |
| França — SNEP Albums Chart           | 133            |
| Irlanda — IRMA Albums Chart          | 10             |
| Itália — FIMI Albums Chart           | 8              |
| Japão — Billboard Japan Albums Chart | 12             |
| México — Amprofon Albums Chart       | 22             |
| Nova Zelândia — RIANZ Albums Chart   | 31             |
| Reino Unido — UK Albums Chart        | 25             |
| Suíça — Hitparade Albums Chart       | 64             |

| País (Emissora)       | Certificação | Vendas   |
| --------------------- | ------------ | -------- |
| Estados Unidos (RIAA) | Ouro         | 500.000+ |
| Irlanda (IRMA)        | Ouro         | 7.500+   |
| Itália (FIMI)         | Ouro         | 40.000+  |

## Faixas
| Edição padrão  |                      |                                                                   |                                 |         |  |
| N.º            | Título               | Letras                                                            | Produção                        | Duração |  |
| 1.             | "Stranger"           | Hilary Duff Kara DioGuardi Vada Nobles Derrick Haruin Julius Diaz | Nobles Haruin Logic             | 4:11    |  |
| 2.             | "Dignity"            | Duff DioGuardi Chico Bennett Richard Vission                      | Bennett Vission                 | 3:13    |  |
| 3.             | "With Love"          | Duff DioGuardi Nobles Diaz                                        | Nobles Logic                    | 3:01    |  |
| 4.             | "Danger"             | Duff DioGuardi Nobles Mateo Camargo Diaz                          | Nobles Camargo Logic            | 3:31    |  |
| 5.             | "Gypsy Woman"        | Duff Haylie Duff Ryan Tedder                                      | Tedder                          | 3:15    |  |
| 6.             | "Never Stop"         | Duff DioGuardi Bennett Vission                                    | Bennett Vission Victor Gonzalez | 3:13    |  |
| 7.             | "No Work, All Play"  | Duff DioGuardi Greg Wells                                         | Wells DioGuardi                 | 4:17    |  |
| 8.             | "Between You And Me" | Duff DioGuardi Bennett Vission                                    | Bennett Vission                 | 3:05    |  |
| 9.             | "Dreamer"            | Duff DioGuardi Fredwreck Nassar                                   | Nassar DioGuardi                | 3:11    |  |
| 10.            | "Happy"              | Duff DioGuardi Mitch Allan Rhett Lawrence                         | Bennett Vission                 | 3:29    |  |
| 11.            | "Burned"             | Duff DioGuardi Nassar                                             | Nassar DioGuardi                | 3:22    |  |
| 12.            | "Outside Of You"     | Alecia Moore Chantal Kreviazuk Raine Maida                        | Bennett Vission Maida           | 4:04    |  |
| 13.            | "I Wish"             | Duff DioGuardi Tim Kelley Bob Robinson                            | Tim & Bob                       | 3:51    |  |
| 14.            | "Play with Fire"     | Duff DioGuardi Lawrence will.i.am                                 | Lawrence                        | 3:01    |  |
| Duração total: | Duração total:       | Duração total:                                                    | Duração total:                  | 48:44   |  |

| Edição européia (digital) |                                      |                                        |                          |         |  |
| N.º                       | Título                               | Letras                                 | Produção                 | Duração |  |
| 15.                       | "With Love" (Bimbo Jones Radio Edit) | Duff DioGuardi Vada Nobles Nobles Diaz | Nobles Logic Bimbo Jones | 2:52    |  |
| Duração total:            | Duração total:                       | Duração total:                         | Duração total:           | 51:36   |  |

| Edição italiana (digital) |                                |                                        |                     |         |  |
| N.º                       | Título                         | Letras                                 | Produção            | Duração |  |
| 15.                       | "With Love" (Boosta Dub Remix) | Duff DioGuardi Vada Nobles Nobles Diaz | Nobles Logic Boosta | 6:35    |  |
| Duração total:            | Duração total:                 | Duração total:                         | Duração total:      | 55:19   |  |

| Edição japonesa |                             |                                        |                      |         |  |
| N.º             | Título                      | Letras                                 | Produção             | Duração |  |
| 15.             | "With Love" (DJ Kaya Remix) | Duff DioGuardi Vada Nobles Nobles Diaz | Nobles Logic DJ Kaya | 3:58    |  |
| Duração total:  | Duração total:              | Duração total:                         | Duração total:       | 52:42   |  |

| Edição Best Buy |                             |                                   |                     |         |  |
| N.º             | Título                      | Letras                            | Produção            | Duração |  |
| 15.             | "Play with Fire" (Rock Mix) | Duff DioGuardi Lawrence will.i.am | Lawrence            | 2:56    |  |
| 16.             | "Stranger" (Vada Mix)       | Duff DioGuardi Nobles Haruin Diaz | Nobles Haruin Logic | 4:19    |  |
| Duração total:  | Duração total:              | Duração total:                    | Duração total:      | 55:49   |  |